# Loulombo
Loulombo (s'écrit aussi Lulombo), anciennement connu sous le nom de De Chavane, est un village du district de Mindouli dans le département du Pool, au sud de la République du Congo.

## Accès
Loulombo est une gare sur une ligne ferroviaire du Chemin de fer Congo-Océan.

## Histoire
Le 25 août 2002, une trentaine de personnes sont blessées à la suite du « déraillement d’origine criminelle » d’un train de marchandises près de la gare de Loulombo. Le déraillement est dû à une attaque menée par des miliciens ninjas. Le trafic de la ligne est interrompu. En janvier 2004, le trafic passagers sur le CFCO reprend progressivement sous escorte armée, après plus d’un an d’interruption pour des raisons de sécurité.